# Waldetrudis van Bergen

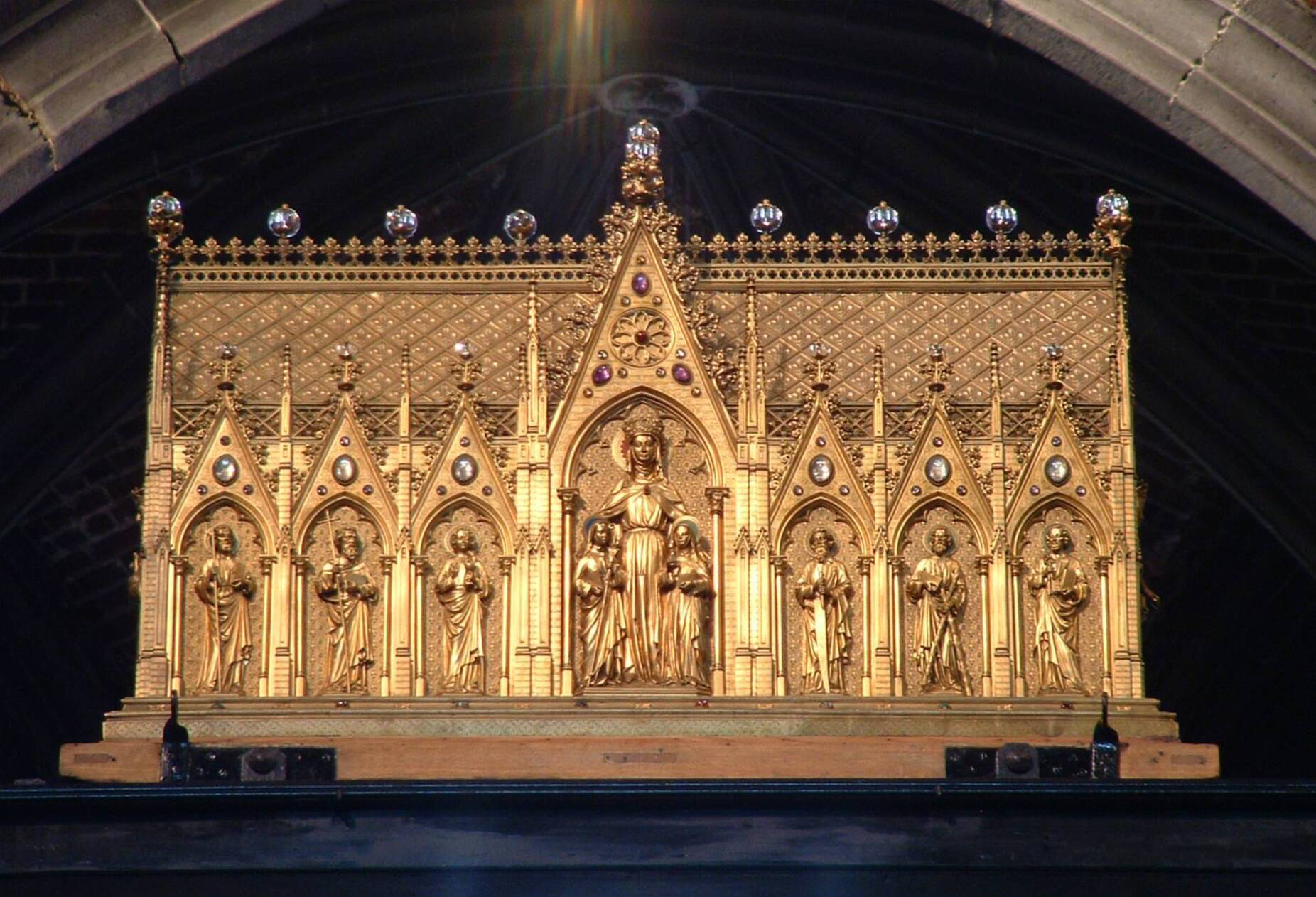
Reliekschrijn van de heilige Waltrudis (Sint-Waltrudiskerk, Bergen)

Waldetrudis van Bergen of Waltrudis van Bergen (Cousolre ca. 612 – Maubeuge 9 april ca. 688) is een christelijke heilige. Zij wordt in verband gebracht met de ontstaansgeschiedenis van de Belgische stad Bergen (Mons), waarvan zij de beschermheilige werd.

## Familie
Zij werd geboren in het begin van de 7e eeuw (612?) te Cousolre. Haar ouders waren Waldebert, gouverneur van de Frankische provincies Samber en Maas, en zijn echtgenote de heilige Bertilia, een koningsdochter uit Thuringen. Waldetrudis' zuster de heilige Aldegonde wijdde reeds haar leven in dienst van God: zij liet in Maubeuge een klooster oprichten waarvan zij de eerste abdis werd.

## Kloosterleven
Waldetrudis werd door haar ouders uitgehuwelijkt aan de edelman Madelgarius (in onze tijd bekend als de heilige Vincentius). Ze hadden vier kinderen: Landricus, Dentelinus, Aldetrudis en Madelberta, maar besloten in wederzijds akkoord uit elkaar te gaan en de rest van hun leven als kloosterlingen door te brengen. Waldetrudis volbracht de opvoeding van haar kinderen en stichtte daarna een kleine religieuze gemeenschap, gelegen op een heuvel waaromheen later de stad Bergen zou groeien. Met haar leven van gebed en liefdadigheid maakte zij diepe indruk op de plaatselijke bevolking.

## Overlijden
Zij overleed op een 9 april (haar naamdag), vermoedelijk op het einde van de 7e eeuw (688?), en werd begraven in het kleine kloosterkerkje. Haar stoffelijk overschot werd reeds onmiddellijk na haar dood het voorwerp van volksdevotie, al zou het nog duren tot 1039 voor zij officieel heilig verklaard werd.

## Patroonheilige
In Bergen staat de Sint-Waltrudiskerk, een collegiale kerk uit de Brabantse gotiek.
Sint-Waldetrudis is ook de patroonheilige van Herentals. De oudste en voornaamste kerk van de stad is de laat-gotische Sint-Waldetrudiskerk. De grootse afmetingen van deze kerk getuigen van het rijke religieuze verleden van deze Vlaamse provinciestad.